# Saxifraga signata
Saxifraga signata är en stenbräckeväxtart som beskrevs av Adolf Engler och Irmsch.. Saxifraga signata ingår i Bräckesläktet som ingår i familjen stenbräckeväxter. Inga underarter finns listade i Catalogue of Life.